# Ахмедов, Гусейн Мустафа оглы
Гусейн Мустафа оглы Ахмедов (род. 17 июля 1926 года) — советский и азербайджанский учёный-педагог, член-корреспондент АПН СССР (1990).

## Биография
Родился 17 июля 1926 года.
После начала Великой Отечественной войны почти всех мужчин-учителей призвали на фронт, и он вместе со сверстниками девятиклассниками, без педагогического образования, заменял учителей. В 1942 году — стал работать в начальной средней школе, а потом уже стал преподавать и в старших классах. 
«Как вошел в школьный класс, с самой первой минуты почувствовал, что называется, вкус к профессии».
После войны — сначала окончил педучилище в Баку, а затем — исторический факультет Азербайджанского педагогического института, где в дальнейшем учился в аспирантуре, а в дальнейшем работал, заведовал кафедрой общей педагогики.
в 1972 году — защитил докторскую диссертацию.
В 1990 году — был избран членом-корреспондентом АПН СССР, 15 апреля 1999 года — стал иностранным членом Российской академии образования.
Академик Азербайджанской национальной творческой академии, академик Международной педагогической академии и Академии педагогических и социальных наук России.

### Семья
Сын — Ахмедов, Гумеир Гусейн оглы, доктор педагогических наук, профессор, иностранный член Российской академии образования.

## Награды
- Медаль «За доблестный труд в Великой Отечественной войне 1941—1945 гг.»
- Медаль К. Д. Ушинского
- Знак «Передовик просвещения Азербайджана»
- Знак «Отличник просвещения СССР»
- Заслуженный работник высшей школы Азербайджанской ССР
- Золотая медаль РАО
- Золотая медаль Академии наук Турции
- Персональная пенсия Президента Азербайджанской Республики (3 октября 2007 года)[1]